# Liste der Bodendenkmäler in Schmallenberg
Die Liste der Bodendenkmäler in Schmallenberg enthält die denkmalgeschützten unterirdischen baulichen Anlagen, Reste oberirdischer baulicher Anlagen, Zeugnisse tierischen und pflanzlichen Lebens und paläontologischen Reste auf dem Gebiet der Stadt Schmallenberg im Hochsauerlandkreis in Nordrhein-Westfalen (Stand: 8. Februar 2017). Diese Bodendenkmäler sind in Teil B der Denkmalliste der Stadt Schmallenberg eingetragen; Grundlage für die Aufnahme ist das Denkmalschutzgesetz Nordrhein-Westfalen (DSchG NRW).
| Bild               | Bezeichnung                            | Lage                                                           | Beschreibung | Bauzeit | Eingetragen seit | Denkmal- nummer |
| ------------------ | -------------------------------------- | -------------------------------------------------------------- | ------------ | ------- | ---------------- | --------------- |
| Wallburg Kirchilpe | Wallburg Kirchilpe                     | Kirchilpe nördlicher Ortsausgang, südlich des Ilpebaches Karte |              |         | 24.10.1985       | 1               |
|                    | Wegesperre                             | Schanze Nordhang                                               |              |         | 24.10.1985       | 2               |
|                    | Wegesperren                            | Stadtgrenze bei Altastenberg                                   |              |         | 24.10.1985       | 3               |
|                    | Landwehr                               | Stadtgrenze bei Neuastenberg                                   |              |         | 16.12.1985       | 4               |
|                    | Überreste der Klosteranlage Grafschaft | Grafschaft Annostraße 1                                        |              |         | 13.12.1999       | 5               |
|                    | Wegesperre, Landwehr                   | Stadtgrenze bei Altastenberg                                   |              |         | 18.11.1988       | 6               |
| weitere Bilder     | Wallburganlage                         | Grafschaft Wilzenberg                                          |              |         | 05.08.1991       | 7               |